# Mettes overskyede verden
Mettes overskyede verden er en kortfilm fra 2007 instrueret af Saied Masoudian efter eget manuskript.

## Handling
Den dag Mette beslutter sig for at opgive livet, havner hun hos sin nabo. Naboen er en mand med mange ideer. Han spiller sine drømme og det liv, han forestiller sig, for Mette på sin violin. Han er blind.